# دنیس باک (نویسنده)
دنیس باک (به انگلیسی: Dennis Bock) (متولد ۲۸ اوت ۱۹۶۴) رمان‌نویس، نویسنده داستان کوتاه، استاد دانشگاه تورنتو، منتقد و سفرنامه‌نویس کانادایی است. دو اثر او به نام رمان «بازگشت به خانه» و «دختر کمونیست» در کانادا به وسیله انتشارات هارپرکالینز و در آمریکا به وسیله انتشارات آلفرد ای. کناف منتشر شد. وی اندکی بعد نامزد جایزه ۲۰۱۳ Scotiabank Giller شد. «دختر کمونیست» بعدها در فرانسه، هلند، یونان و لهستان چاپ شد.
رمان «بازگشت به خانه» در نشریه Kirkus نقد شده‌است.

## زندگی خصوصی
دنیس باک روز ۲۸ اوت ۱۹۶۴ در بلویل اونتاریو متولد شد. او به مدت یک سال به مطالعه زبان و ادبیات انگلیسی و فلسفه در دانشگاه وسترن انتاریو پرداخت که در آن مدت ساکن اسپانیا بود. پس از فارغ‌التحصیلی به [[مادرید]] بازگشت که قبلاً ۴ سال در آنجا سکونت داشت. در آنجا داستان کوتاه المپیا را به پایان رساند. باک در تورنتو زندگی می‌کند و دارای دو فرزند است. او در دانشگاه تورنتو و هیئت علمی کالج مدرسه نویسندگان هامبر است.

## جوایز و افتخارات
- ۲۰۱۳ شارت Scotiabank Giller جایزه برای رفتن دوباره به خانه
- ۲۰۰۲ برنده کانادا-ژاپن جایزه ادبی برای خاکستر باغ.
- ۲۰۰۲ شارت بین‌المللی IMPAC Dublin Literary Award برای خاکستر باغ
- ۲۰۰۲ شارت Kiriyama Pacific Rim جایزه برای خاکستر باغ
- ۲۰۰۱ شارت مشترک المنافع نویسندگان جایزه منطقه ای بهترین کتاب برای خاکستر باغ
- ۲۰۰۱ شارت کتاب در کانادا اولین رمان جایزه خاکستر باغ
- ۱۹۹۹ شارت شهر تورنتو کتاب جایزه المپیا
- سال ۱۹۹۸ برنده Kisielewicz Gleed جایزه المپیا
- سال ۱۹۹۸ برنده بریتانیا بتی Trask جایزه بهترین کتاب توسط یک نویسنده تحت ۳۵ برای المپیا
- سال ۱۹۹۸ برنده Kisielewicz Gleed جایزه ادبی در سال ۱۹۹۷ با اتحادیه نویسندگان کانادا برای المپیا

## کتابشناسی

### رمان
- باغ خاکستر (۲۰۰۱)
- دختر کمونیست (۲۰۰۶)
- بازگشت به خانه (۲۰۱۳)

### داستان کوتاه
- المپیا (۱۹۹۸)